# قرار مجلس الأمن التابع للأمم المتحدة رقم 1735
قرار مجلس الأمن التابع للأمم المتحدة رقم 1735، الذي تم تبنيه بالإجماع في 22 ديسمبر / كانون الأول 2006، بعد التذكير بالقرارات 1267 (1999)، 1333 (2000)، 1363 (2001)، 1373 (2001)، 1390 (2001)، 1452 (2002)، 1455 ( 2003)، 1526 (2004)، 1566 (2004)، 1617 (2005)، 1624 (2005) و1699 (2005) بشأن الإرهاب، وافق المجلس على تدابير لتحسين التعرف على الإرهابيين ومكافحتهم.

## القرار

### أعمال
تم سن التدابير التالية بموجب الفصل السابع من ميثاق الأمم المتحدة، مما جعل التدابير قانونية بموجب القانون الدولي.
طُلب من جميع البلدان فرض حظر على الأسلحة وحظر سفر وعقوبات مالية ضد جميع الجماعات والأفراد الإرهابيين. علاوة على ذلك، يمكن للبلدان أن تقترح أسماء لإدراجها في قائمة العقوبات وعليها استخدام الاستمارة الواردة في مرفق القرار. طُلب من لجنة 1267 تطوير واعتماد وتنفيذ مبادئ توجيهية بشأن الأفراد الذين سيتم حذفهم من القائمة.
ومضى القرار في تفصيل إجراءات تنفيذ الإجراءات، مع الأخذ في الاعتبار الإعفاءات والتعاون وتبادل المعلومات والعقوبات على طالبان والتواصل. ومُددت ولاية فريق الرصد الذي يتخذ من مدينة نيويورك مقراً له لمدة 18 شهراً أخرى؛ وقد تم تحديد مسؤولياتها في مرفق القرار، بما في ذلك التعامل مع حالات عدم الامتثال.

## روابط خارجية
- نص القرار في undocs.org